# Sintagma dos Cânones
Sintagma dos Cânones (em latim: Syntagma Canonum) ou Sintagma Alfabético (em grego: Σύνταγμα κατὰ στοιχεῖον; romaniz.: Sýntagma katá stoicheíon; em latim: Syntagma alphabeticum) é uma coleção canônica (Sintagma) feita em 1335 por Mateus Blastares, um monge bizantino sobre quem nada se sabe com certeza. O autor pretendia com sua obra reduzir o direito canônico bizantino a uma forma mais conveniente e acessível do que aquela do Nomocano do patriarca Fócio, e dar uma apresentação mais compreensível do que aquela dos epítomes e sinopses de escritores anteriores como Estêvão (século V), Aristeno (1160), Arsênio (1255), etc. Para tal, Blastares utilizou-se das Basílicas de Leão VI, o Sábio (r. 886–912), o Código e o Digesta de Justiniano (r. 527–565), as novelas de vários imperadores (por exemplos as de 1306 de Andrônico II Paleólogo (r. 1282–1328)), o Nomocano dos Quatorze Títulos e o comentário de Teodoro Bálsamo.
O obra possui 24 divisões em ordem alfabética, cada qual marcada por uma letra do alfabeto grego. Estas seções são subdivididas em 303 títulos, que são distinguidos por letras; por exemplo, a terceira seção contém tópicos como: peri gamou (sobre casamento), peri gynaikon (sobre mulheres), etc. Os títulos geralmente tratam do direito civil (nomoi politikoi), bem como direito eclesiástico. Contudo, alguns títulos são puramente eclesiásticos, enquanto outros puramente civis. As ordenanças da Igreja são citadas de coleções anteriores, especialmente do Nomocano (883), enquanto os extratos do direito civil são a maior parte transcrições sem qualquer referência quanto sua origem.
A compilação logo tornou-se de uso comum entre o clero, e preservou sua autoridade mesmo sob domínio turco. Uma tradução em sérvio acompanhou de perto sua primeira publicação. Até mesmo adentrou na vida política do povo sérvio através de um resumo que Estêvão Uresis IV (r. 1331–1355) anexou em seu código de leis (1349). Dai, os decretos puramente eclesiásticos foram excluídos, enquanto o direito civil contido no Sintagma foi reproduzido sempre adaptável à condição social do povo. No século XV/XVI, o Sintagma dos Cânones foi traduzido para o búlgaro e no século XVI/XVII, para o russo. Pelo século XVIII, foi reconhecido como a expressão padrão do direito canônico da Igreja Ortodoxa. Entre 1852 e 1860, sob os auspícios do Sínodo Sagrado, o Sintagma foi reeditado (Syntagma ton Theion kai hieron kanonon) em seis volumes, numa publicação lançada em Atenas. O Sintagma, assim como outros livros de jurisprudência gregos medievais, são vistos como inimigos da Igreja Católica.